# سوريل بوكه
سوريل بوكه (بالإنجليزية: Sorrell Booke)‏ مواليد 4 يناير 1930 في الولايات المتحدة - الوفاة 11 فبراير 1994 في شيرمان أوكس، لوس أنجلوس، الولايات المتحدة، هو ممثل أمريكي بدأ مسيرته الفنية سنة 1952. امتدت مسيرته الفنية لأكثر من 42 عاما. درس في جامعة ييل وجامعة كولومبيا. ظهر في مسلسل ميشين إمبوسيبول.

## روابط خارجية
- سوريل بوكه على موقع IMDb (الإنجليزية)
- سوريل بوكه على موقع ألو سيني (الفرنسية)
- سوريل بوكه على موقع ميوزك برينز (الإنجليزية)
- سوريل بوكه على موقع تيرنر كلاسيك موفيز (الإنجليزية)
- سوريل بوكه على موقع أول موفي (الإنجليزية)
- سوريل بوكه على موقع قاعدة بيانات برودواي على الإنترنت (الإنجليزية)
- سوريل بوكه على موقع قاعدة بيانات الأفلام السويدية (السويدية)
- سوريل بوكه على موقع إن إن دي بي (الإنجليزية)
- سوريل بوكه على موقع ديسكوغز (الإنجليزية)
- سوريل بوكه على موقع قاعدة بيانات الفيلم (الإنجليزية)